# Žmerynka
Žmerynka (in ucraino Жмеринка?, in russo Жмеринка?, Žmerinka) è una città ucraina (33 754 abitanti), nel distretto di Žmerynka, nell'oblast' di Vinnycja. Ospita l'amministrazione  del distretto di Žmerynka e della comunità territoriale di Žmerynka, una delle comunità territoriali dell'Ucraina.
Fino al 18 luglio 2020 Žmerynka costituiva una città di rilevanza regionale e fungeva da centro amministrativo del distretto di Žmerynka, sebbene non appartenesse al distretto. Come parte della riforma amministrativa che ha ridotto a sei il numero dei distretti dell'oblast' di Vinnycja, la città fu integrata nel distretto di Žmerynka.